# Gigantodax abalosi
Gigantodax abalosi är en tvåvingeart som beskrevs av Peter Wolfgang Wygodzinsky 1958. Gigantodax abalosi ingår i släktet Gigantodax och familjen knott.
Artens utbredningsområde är Peru. Inga underarter finns listade i Catalogue of Life.